# Sojoez TMA-18
Sojoez TMA- 18 (Russisch: Союз ТМА-18) was een vlucht naar het Internationaal ruimtestation ISS. Het lanceerde drie bemanningsleden van ISS Expeditie 23. TMA-18 was de 105e vlucht van een Sojoez-ruimteschip, na de eerste lancering in 1967. De Sojoez bleef aan het ISS gekoppeld voor de duur van expeditie 23 en diende als reddingsschip. De vlucht landde op 25 september weer op Aarde.

## Landing
De landing stond oorspronkelijk gepland voor 24 september, maar werd uitgesteld omdat de Sojoez-capsule op 23 september niet wilde loskoppelen. Later lukte het echter alsnog en de crew landde op 25 september 5:23 UTC.

## Crew
De bemanning van Sojoez TMA-18 werd bekendgemaakt door de NASA op 21 november 2008:
- Aleksandr Skvortsov (1)  Rusland - Bevelhebber
- Michail Kornijenko (1)  Rusland - Vluchtingenieur 1
- Tracy Caldwell Dyson (2)  Verenigde Staten - Vluchtingenieur 2

## Back-up Crew
- Michail Tjoerin
- Aleksandr Samokoetjajev
- Scott Kelly